# Keszler Borbála
Keszler Borbála (1939. augusztus 30. –) Széchenyi-díjas nyelvész, nyelv- és írástörténész, egyetemi oktató. Tudományos pályáját a nyelvtörténeti, elsősorban írásjeltörténeti kutatások keretezik, de számottevő eredményeket ért el a magyar nyelv leíró grammatikája, a beszélt nyelv mondat- és szövegtani vonatkozásai területén, emellett részt vett az akadémiai helyesírás 11. és 12. kiadásának előkészítő munkálataiban, valamint az Orvosi helyesírási szótár szerkesztésében.

## Életútja
1962-ben végezte el az Eötvös Loránd Tudományegyetem (ELTE) magyar–német szakát. Diplomája megszerzését követően három éven keresztül, 1965-ig a rákoskeresztúri Ferihegyi úti Általános Iskola tanára volt. 1965-ben oktatói állást kapott az ELTE BTK magyar nyelvi tanszékén. A tanszék 1970-es kettéválasztásakor a Szathmári István vezette, leíró nyelvészettel foglalkozó II. számú magyar nyelvi tanszékkel tartott. 1988-tól docensi, 1995-ös habilitációja után, 1996-tól pedig egyetemi tanári címmel irányította az oktatómunkát a mai magyar nyelvi tanszéken 2004-es nyugdíjazásáig. 2004 óta az egyetem professor emeritája.
1961-ben kötött házasságot Kaán Miklós (1937–2018) fogorvossal, frigyükből két gyermek született: Miklós (1964) és Borbála (1970).

## Munkássága
Fő kutatási területe a leíró nyelvtan, a beszélt nyelv vizsgálata, a mondatfonetika, a nyelvtörténet, a helyesírás és történeti aspektusai, különös tekintettel az európai és a magyar írásjelhasználat alakulására.
Egyetemi évei alatt részt vett a nyelvészeti diákkör tevékenységében, és Bárczi Géza körébe kerülve a nyelvtörténeti kutatások terén kötelezte el magát, szakdolgozatát is nyelvtörténeti témából írta. Ezt az irányt fémjelezte 1969-ben megjelent első, A szókezdő mássalhangzó-torlódások feloldása korai jövevényszavainkban című kötete. Az előzmények ismeretében szokatlan fordulatnak számíthat, hogy a nyelvtörténeti stúdiumok terén vizsgálódó tudós 1970-ben a leíró nyelvészeti tanszéken találta meg a helyét, ahol a magyar nyelv új leíró grammatikáját létrehozó munkaközösség vezetője lett. 1975-ben vezetésével megindultak a köznyelv vizsgálatai is, amelyek összegző betetőzéseként írta meg 1983-ban tanulmányát a beszélt nyelv mondat- és szövegtani sajátosságairól. Munkásságának ezzel a vonulatával nem csupán a korszerű nyelvészeti irányzatok érvényesülését segítette a magyar nyelvi kutatásokban, de az összegyűjtött élőnyelvi korpuszt a magyar nyelv klasszikus leíró grammatikai szintéziséhez is felhasználták forrásanyagként. Ez utóbbi Magyar grammatika címen végül 2000-ben látott napvilágot Keszler Borbála szerkesztésében.
Időközben Keszler ismét visszatért a nyelvtörténeti kutatásokhoz, elsősorban az írásjelhasználat mai és történeti aspektusaival foglalkozott. E témakörben írt dolgozataival nyerte el 1986-ban a nyelvtudományok kandidátusa (A magyar írásjelhasználat és grammatikai alapjai), majd 1997-ben a nyelvtudományok doktora címet (A magyar írásjelhasználat története a XVII. század közepéig).
Az írásjelhasználat kérdéskörével érintkező helyesírási, helyesírás-történeti kutatásokkal szintén foglalkozott. 1970-től tagja, egy ideig titkára volt az MTA Helyesírási Bizottságának, majd főmunkatársként vett részt az ún. akadémiai helyesírás, A magyar helyesírás szabályai 1984-es 11. kiadásának előkészítésében. Családi indíttatásból előszeretettel foglalkozott az orvosi nyelv és helyesírás kérdéskörével, szerkesztőbizottsági tagja volt a Magyar Orvosi Nyelv című folyóiratnak, társszerkesztője az 1992-ben kiadott Orvosi helyesírási szótárnak.
Mintegy 110 könyv, egyetemi jegyzet és tudományos cikk szerzője. 1991-től 1994-ig a Magyar Nyelv, 1994-től 2022-ig pedig a Magyar Nyelvőr főszerkesztője volt. 2022-től az Édes Anyanyelvünk szerkesztője.

## Társasági tagságai és elismerései
Tagja, 1975 és 1988 között titkára volt a Magyar Nyelvtudományi Társaságnak, szerepelt vállalt a társaság Magyar Nyelvi Szakosztályának munkájában, rövid ideig a szakosztály elnöki tisztét is betöltötte. Összesen tizenkét éven át volt elnöke az MTA Magyar Nyelvi (korábban Helyesírási) Bizottságának, abban az időszakban, amikor az akadémiai helyesírás 12. kiadását készítették elő. Eredményes oktatói tevékenysége elismeréseként Trefort Ágoston-emléklapot (1990), Pro Universitate-díjat (ELTE, 2004) és Apáczai Csere János-díjat vehetett át, 1999-ben Széchenyi professzori ösztöndíjban részesült, 2017-ben a Magyar Érdemrend tisztikeresztjét, 2022-ben a Széchenyi-díjat ítélték oda számára.

### További díjai[10]
- Kiváló Munkáért (1979)
- Déry Tibor-jutalom (Déry Tibor Alapítvány, 2001)
- Lőrincze-díj (Anyanyelvápolók Szövetsége, 2004)
- Ipolyi Arnold-díj (OTKA, 2004)
- Bárczi Géza-emlékérem (Magyar Nyelvtudományi Társaság, 2009)
- Implom József-díj (2009)
- Akadémiai Díj (Magyar Tudományos Akadémia elnöksége, 2009)
- Révai Miklós-emlékérem (a Magyar Nyelvtudományi Társaság jelenleg adható legmagasabb kitüntetése, 2014)
- Magyar Nyelvőr Díj (2015)

## Főbb művei
- A szókezdő mássalhangzó-torlódások feloldása korai jövevényszavainkban. Budapest: Akadémiai. 1969.  = Nyelvtudományi Értekezések,  63.
- Kötetlen beszélgetések mondat- és szövegtani vizsgálata. In  Tanulmányok a mai magyar nyelv szövegtana köréből. Szerk. Rácz Endre és Szathmári István. Budapest: Tankönyvkiadó. 1983.   164–202. o. ISBN 963-17-6935-6
- Fejezetek az európai írásjelhasználat történetéből. Budapest: Eötvös Loránd Tudományegyetem Bölcsészettudományi Kara Mai Magyar Nyelvi Tanszék. 1993.  ISBN 963-462-842-7
- A magyar írásjelhasználat története a XVII. század közepéig. Budapest: Akadémiai. 1995.  ISBN 963-05-6984-1
- Magyar grammatika. Szerk. Keszler Borbála. Budapest: Nemzeti Tankönyvkiadó. 2000.  ISBN 963-19-0010-X
- Kis magyar grammatika. Budapest: Nemzeti Tankönyvkiadó. 2002.  ISBN 963-19-2218-9  (Lengyel Klárával)
- Írásjeltan: Az írásjelhasználat szabályai, problémái és története. Budapest: Nemzeti Tankönyvkiadó. 2004.  ISBN 963-19-5147-2
- Írásjel-használati gyakorlókönyv: Az írásjelhasználat szabályai, problémái és története. Budapest: Nemzeti Tankönyvkiadó. 2006.  ISBN 963-19-5778-0
- Ungarische Grammatik. Hamburg: Buske. 2008.  ISBN 978-3-87548-405-2  (Lengyel Klárával)
- Magyar grammatikai gyakorlókönyv. Budapest: Nemzeti Tankönyvkiadó. 2009.  ISBN 978-963-19-6259-8  (Lengyel Klárával)
- Kis magyar helyesírás: 100 szabálypont magyarázatokkal és példákkal A magyar helyesírás szabályai 12. kiadása alapján. Budapest: Akadémiai. 2016.  ISBN 978-963-05-9728-9  (Siptár Péterrel és Tóth Etelkával)
- A magyar orvosi nyelv története; szerk. Bősze Péter, Kapronczay Katalin, Keszler Borbála; Medicina, Budapest, 2022